# Maison de Maillé
 (mai 2019).
Si vous disposez d'ouvrages ou d'articles de référence ou si vous connaissez des sites web de qualité traitant du thème abordé ici, merci de compléter l'article en donnant les références utiles à sa vérifiabilité et en les liant à la section « Notes et références ».
La maison de Maillé est une famille subsistante de la noblesse française, d'extraction chevaleresque, originaire de Touraine, puis établie en Anjou et dans le Maine.
Cette famille compte notamment un maréchal de France, un grand-maître de la navigation, un archevêque de Tours, un évêque de Rennes, et la bienheureuse Jeanne-Marie de Maillé.

## Origine
La famille de Maillé  dont la filiation suivie remonte à 1069 avec Gilduen de Maillé tire son nom de la terre de Maillé en Indre-et-Loire qui passa par alliance vers 1501 à Gilles de Laval et prit plus tard le nom de Luynes lorsqu'elle fut érigée en duché-pairie en 1619 en faveur de  Charles d'Albert de Luynes qui l'avait achetée la même année

## Branche aînée
Selon la généalogie donnée par l'Histoire généalogique et chronologique de la Maison Royale de France, des pairs, des grands officiers de la Couronne reprise en 1939 par Henri Jougla de Morenas dans  le Grand Armorial de France, la filiation suivie commence avec : 
- Gilduin  seigneur de Maillé, mort en 1069 épousa Agnès de Vendôme dont :
  - Hardouin de Maillé (av. 1084 - ap. 1096), il fit bâtir l’église de Saint-Venant. Son château fut pris par Foulques le Réchin. Il épousa Beatrix. Les Maillé deviennent vassaux des comtes d'Anjou, dont :
    - Jaquelin de Maillé (av. 1118 - ap. 1151) , baron de Maillé. Il accompagna Foulques V d'Anjou, dans ses campagnes contre Henri Ier d'Angleterre et fut à la bataille de Sées. Il accompagna Geoffroy V d'Anjou à son mariage avec Mathilde d'Angleterre. Marié à Adeline, dont :
      - Hardouin II de Maillé, dont :
        - Hardouin III de Maillé, dont :
          - Hardouin IV baron de Maillé, sénéchal du Poitou en 1233. Avec Amaury Ier de Craon, il se porta au secours des barons bretons en révolte contre leur duc Pierre de Dreux, marié à Jeanne de Thouars, dont :
            - Hardouin V baron de Maillé, qui fit le voyage en Terre Sainte en 1248 avec Saint Louis. Il était encore vivant en 1275. Il épousa en premières noces Jeanne de Beaucé, dont Hardouin qui suit, et Payen ou Péan, mort avant 1347, marié à Jeanne de l'Estang, auteur de la branche de Brézé vue plus bas. Il épousa en secondes noces Jeanne de Parthenay, alias Thomasse de Doué.
              - Hardouin VI de Maillé (av. 1303 - 1336), chevalier, seigneur de Maillé. Il accompagna Philippe IV le Bel dans les guerres de Flandre. Marié à Jeanne de Montbazon, dame d'Isernay, Boisrobert et de l'Archeraye (à Druye et Vallères), dont :
                - Hardouin VII de Maillé (av. 1336-1381), fils du précédent, chevalier, baron de Maillé. Il était à la bataille où Eudes IV de Bourgogne battit l'armée d'Édouard III d'Angleterre. Marié à Mahaud Le Vayer, dont :
                  - Hardouin VIII de Maillé (av. 1381- 1432), baron de Maillé et de Rochecorbon, seigneur de Bauçay et des Montils-lès-Tours, marié en 1412 Pé(t)ron(n)elle d'Amboise qui lui apporta la baronnie de Rochecorbon, la vicomté de Tours et la terre des Montils. Il assista au sacre de Charles VII à Reims, dont :
                    - Hardouin IX de Maillé (1432 - vers 1463), baron de Maillé, sénéchal de Saintonge, il vendit la seigneurie du Montils-les-Tours (Plessis) à Louis XI contre l'union des seigneuries de Maillé, Rochecorbon et la vicomté de Tours sous la même foi et hommage et pour 5500 écus d'or. Marié à Antoinette de Chauvigny, dame de Châteauroux et vicomtesse de Brosse, dont :
                      - François de Maillé, seigneur de Maillé, de Rochecorbon, vicomte de Tours et de Brosse. Marié à Marguerite de Rohan dame de Pont-Château, dont :
                        - Françoise de Maillé (vers 1493 - † entre 1518 et 1534), vicomtesse de Brosse, baronne de Pontchâteau, dame de Maillé, de Rochecorbon, de La Haye et de La Motte-Saint-Heraye. Elle apporta par mariage vers 1500 la terre de Maillé à Gilles Ier de Laval-Loué, sire de Loué, Bressuire et Benais (cf. la note 1).

                      - Hardouin X de Maillé (1462-1524), marié à Françoise de la Tour-Landry, auteur de la branche de La Tour-Landry.

## Branche de Brézé et de Bénéhard
Péan / Payen Ier de Maillé (1289-av. 1347), sénéchal de Périgord (cité en 1339, 1341 ; cf. Célestin Port : Dictionnaire de Maine-et-Loire, édition révisée de 1965, p. 518), frère cadet d'Hardouin VI de Maillé, x 1318 Jeanne de Lestang, dame de Brézé, fille de Macé de L'Estang et Catherine de Brézé (fin du XIIIe, début du XIVe siècle ; héritière de Brézé en 1302), et petite-fille de Jean Ier de Brézé (seconde moitié du XIIIe siècle), dont :
- Péan / Payen II de Maillé-Brézé (1318/1319 - 1396/1397) x Jeanne Bouchard d'Aubeterre, dont :
  - Péan / Payen III de Maillé (1379 - † 1420/1428) x sa cousine Marie de Maillé, fille d'Hardouin VII, dont :
    - Jeanne de Maillé épouse Thibault de Laval-Loué
    - Gilles de Maillé x 1440 avec Anne Aménard, dont :
      - Hardouin XII de Maillé († 1508) x avec Ambroise de Melun (fille d'Anne-Philippe de La Rochefoucauld et de Charles de Melun, sire des Landes, de Normanville et de Nantouillet, Grand maître de France), dont :
        - Guy de Maillé († 1551), dont :
          - Artus de Maillé, dont :
            - Claude de Maillé (1550-1587), dont :
              - Charles de Maillé (1570-1615), dont :
                - Urbain de Maillé-Brézé (1598-1650), maréchal de France, dont :
                  - Jean Armand de Maillé (1619-1646), marquis de Brézé, duc de Fronsac
                  - Claire-Clémence de Maillé (1628-1694), épouse Louis II de Bourbon-Condé, d'où postérité.

    - Hardouin XI de Maillé x avec Anne de Villiers, dame de Benehart, dont:
      - Jacques Ier de Maillé x avec Jeanne Berruyer, dont:
        - Jacques II de Maillé, seigneur de Bénéhart x Marie de Villebresme, dont:
          - Jacques III de Maillé, marquis de Bénéhart x 1573 avec Renée de Pincé, dont:
            - René Ier de Maillé Bénéhart, capitaine des Chasses du Maine x 1621 Dorothée Clausse, dont :
              - René II de Maillé Bénéhart, X 1°) en 1655 avec Gabrielle Guillebert x 2°) avec Jacqueline de Billes, dont:
                - René-François de Maillé Bénéhart x 1720 avec Anne-Madeleine de La Luzerne, dont;
                  - Philippe-François de Maillé (1722-1745), marquis de Maillé en 1737, sans alliance.
                  - René-César-Francis de Maillé, marquis de Benehart et de Maillé, (1726-1750), officier au régiment du Roi-Infanterie, sans alliance.

## Branche de la Forest
La branche bretonne de la maison de Maillé, établie au château de Maillé, en Plounévez-Lochrist (Finistère), a été titrée comte de Maillé en 1626.

## Branche de la Tour-Landry
Hardouin X de Maillé (1462-1524), (seigneur de Benais), épousa le 30 juillet 1494 Françoise de La Tour-Landry, héritière de sa famille, et transmit à sa descendance le nom et la terre de la Tour-Landry.
Sébastien de Maillé de La Tour-Landry (1972), Marquis de Maillé, est actuellement le chef de nom et d'arme de la Maison de Maillé.

## Personnalités
- Jeanne-Marie de Maillé (1331-1414), religieuse française qui fut béatifiée par l'Église catholique et dont la fête est le 28 mars.

### Branche de Brézé
- Urbain de Maillé, second marquis de Brézé (1597 - 13 février 1650), maréchal de France (28 novembre 1632), seigneur de Thévalle et châtelain de Milly-le-Meugon. Il s'empare d’Heidelberg et de Spire (1635) et avec le duc de La Meilleraye reprend Bapaume aux Espagnols (septembre 1641). Nommé vice-roi de Catalogne (octobre 1641), il ne parvient pas à s'emparer de Collioure, ni de Perpignan et démissionne de sa charge (juin 1642). Il quitta le service des armes en 1645. Mari de Nicole du Plessis-Richelieu, il était donc le beau-frère du cardinal de Richelieu.
- Jean Armand de Maillé, marquis de Brézé, duc de Fronsac, (1619-1646), fils du précédent, nommé colonel à 15 ans, grand-maître des galères en (1636) puis Grand-maître de la navigation. Jean Armand[b] de Maillé (né le 18 octobre 1619 à Milly-le-Meugon - mort le 14 juin 1646 à la bataille d'Orbetello) était un célèbre officier de marine français du XVIIe siècle, disparu prématurément à l'âge de 27 ans. Colonel à 15 ans, général des galères à 20 ans, grand-maître de la navigation à 24 ans, Maillé-Brézé participa à huit campagnes de guerre à la mer, au cours desquelles il remporta un nombre impressionnant de victoires, qui assurèrent, pour un temps, à la marine de Louis XIII la maîtrise de la Méditerranée occidentale. Fils d'Urbain de Maillé, marquis de Brézé et maréchal de France, Jean-Armand de Maillé était le neveu de Richelieu par sa mère, Nicole du Plessis-Richelieu, sœur cadette du cardinal.
- Claire-Clémence de Maillé (1628-1694), marquise de Brézé, est née le 25 février 1628 à Brézé et décédée le 16 avril 1694, sœur du précédent et fille d'Urbain, épouse Louis II de Bourbon-Condé.

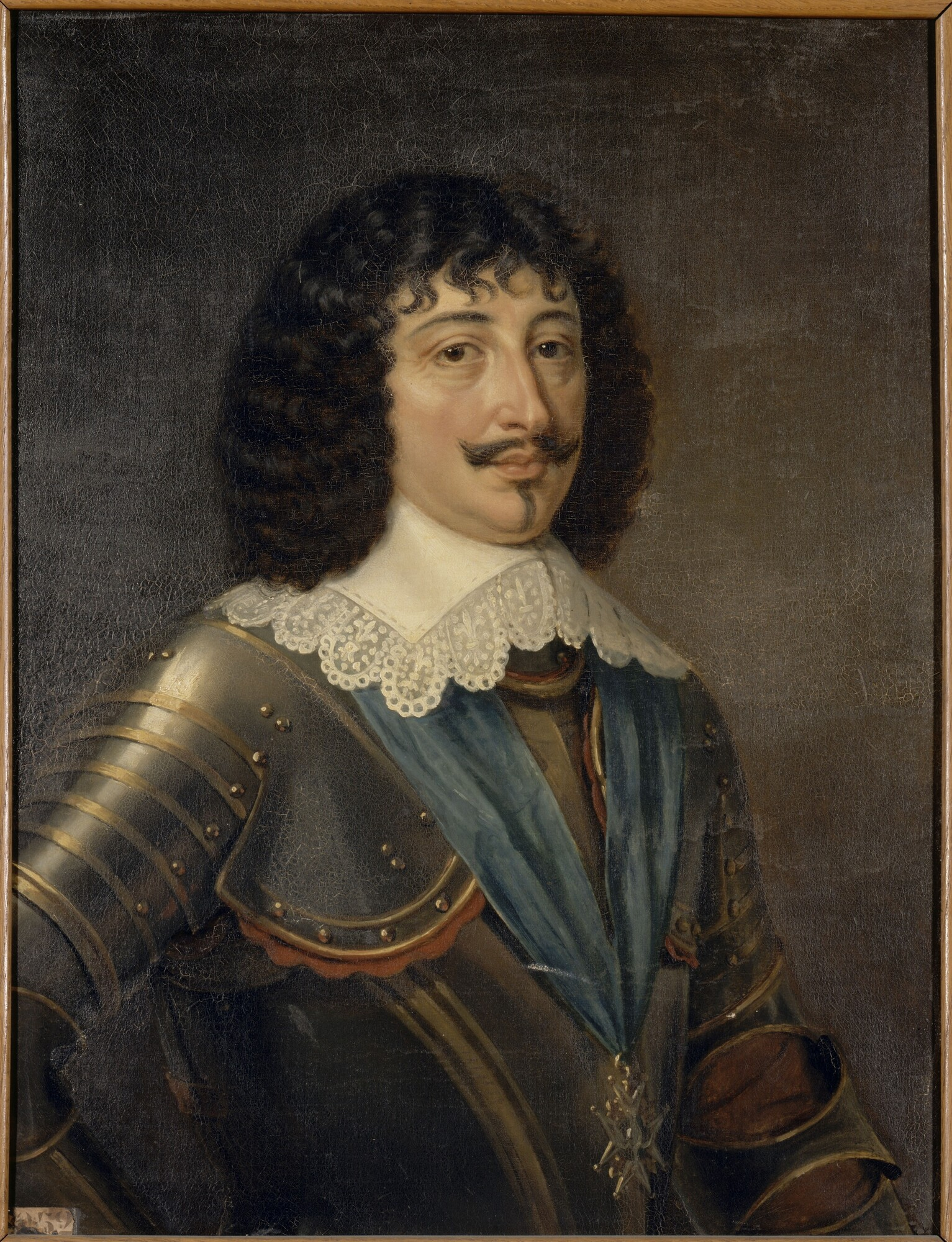
Urbain de Maillé, marquis de Brézé, maréchal de France (° 1597 - † 1650)
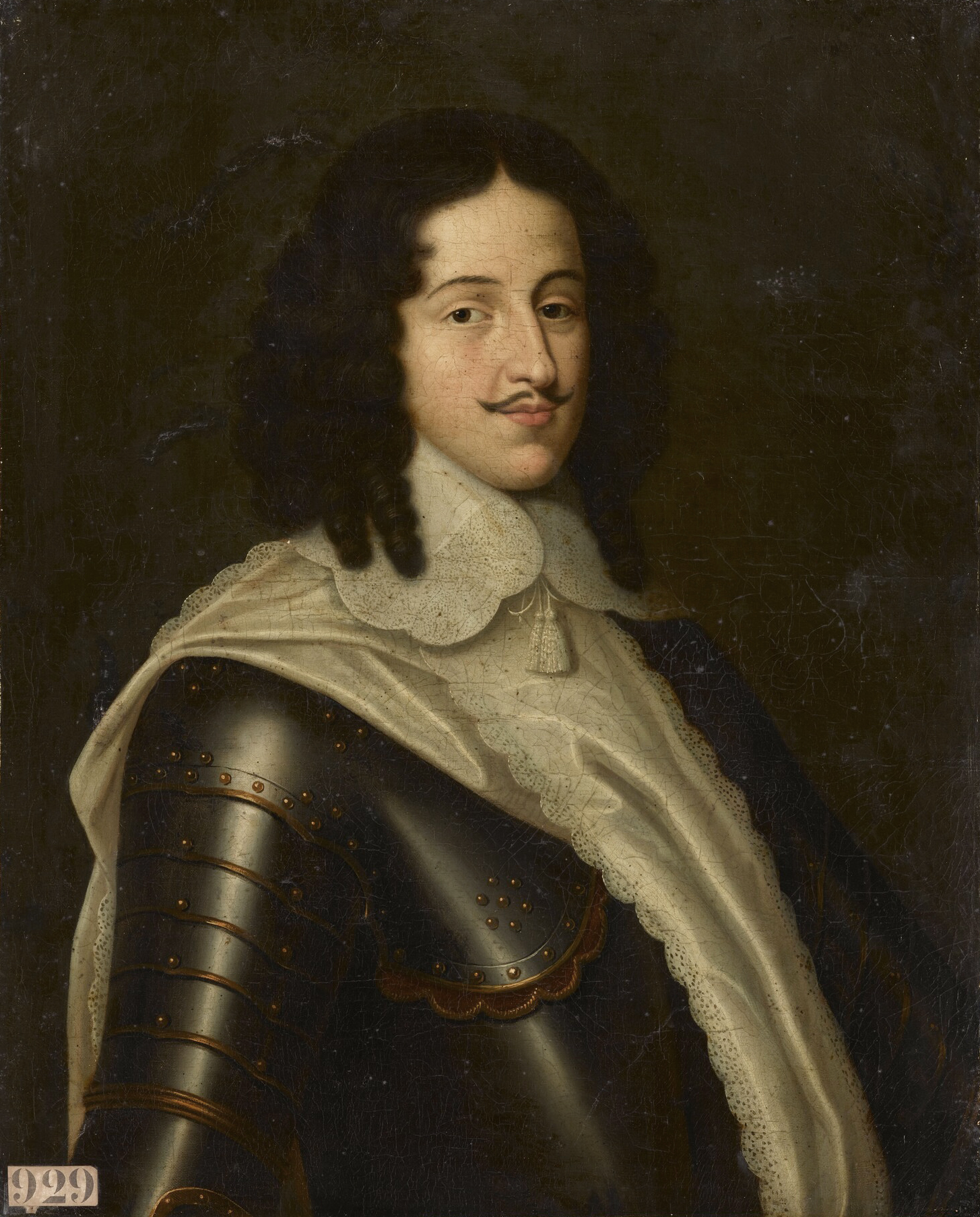
Jean Armand de Maillé, duc de Fronsac, marquis de Brézé (appelé aussi Duc de Brézé par Tallemant[c])
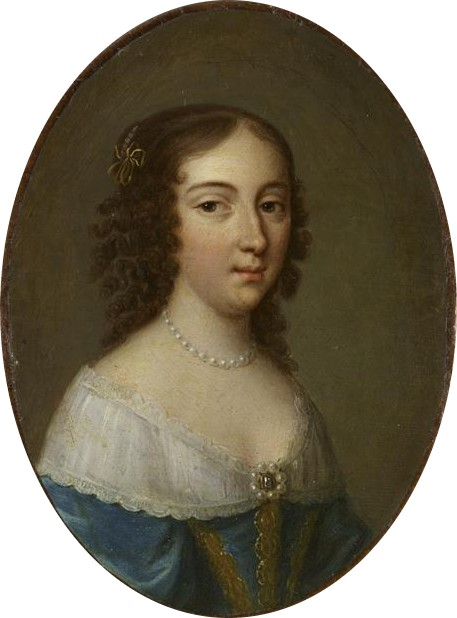
Claire Clémence de Maillé, princesse de Condé

### Branche de la Tour-Landry
- Jean-Baptiste-Marie de Maillé de La Tour-Landry (1743-1804), successivement évêque de Gap, puis de Saint-Papoul, et enfin de Rennes ;
- Charles de Maillé de La Tour-Landry (1770-1837), général et homme politique ;
- Claire de Maillé de La Tour-Landry (1796-1861), épouse du duc de Castries[d], née le 9 décembre 1796, morte le 16 juillet 1861, qui fut une des maitresses les plus célèbres d’Honoré de Balzac ;
- Armand-Urbain de Maillé de La Tour-Landry (1er juillet 1816 - Paris † 10 juin 1903 - Paris), comte de La Jumellière, homme politique français du XIXe siècle.
- Louis Armand Joseph de Maillé de La Tour-Landry (1860-1907), 1er duc de Plaisance (par décret du 13 juin 1872), fils de Jeanne Lebrun de Plaisance qui était la petite-fille du 1er duc de Plaisance Charles-François Lebrun (1739-1824).
- Gilles de Maillé de La Tour-Landry, 2 septembre 1893 - Nouzilly † 7 juin 1972 - Châteauneuf-sur-Cher, Officier de cavalerie, colonel, administrateur de la SCTT.

## Les ducs de Maillé
Le duché de Maillé (pair de France) a été créé en 1784 pour Charles René de Maillé de La Tour-Landry, issu du rameau cadet de la branche de la Tour-Landry. Le titre est subsistant.
1. 1784-1791 : Charles René de Maillé de La Tour-Landry (1732-1791), 1er duc de Maillé
2. 1791-1837 : Charles François Armand de Maillé de La Tour-Landry (1770-1837), 2e duc de Maillé
3. 1837-1874 : Jacquelin Armand Charles de Maillé de La Tour-Landry (1815-1874), 3e duc de Maillé
4. 1874-1926 : Artus Hippolyte Jean de Maillé de La Tour-Landry (1858-1926), 4e duc de Maillé
5. 1926-1972 : Gilles de Maillé de La Tour-Landry (1893-1972), 5e duc de Maillé
6. 1972-1996 : Stanislas de Maillé de La Tour-Landry (1946-1996), 6e duc de Maillé
7. Depuis 1996 : Geoffroy de Maillé de La Tour-Landry (né en 1972), 7e duc de Maillé

## Les ducs de Plaisance
1. 1872-1907 : Louis Armand Joseph de Maillé de La Tour-Landry (1860-1907), 1er duc de Plaisance (par décret du 13 juin 1872), fils de Jeanne Lebrun de Plaisance qui était la petite-fille du 1er duc Charles-François Lebrun de Plaisance (1739-1824) ;
2. 1907-1913 : Armand Louis Joseph François de Maillé de La Tour-Landry (25 février 1892 † 24 avril 1913), 2e duc de Plaisance, fils du précédent, sans union ni postérité ;
3. 1913-1926 : François Charles Edmond Marie de Maillé de La Tour-Landry (1862-1926), 3e duc de Plaisance, oncle du précédent.

## Titres
Cette famille a reçu les titres réguliers de :
- marquis de Brézé (titre éteint)
- duc à brevet (personnel) de Fronsac en 1643 pour Jean Armand de Maillé (1619-1646), marquis de Brézé (titre éteint)
- comte de Maillé en 1626 pour la branche d’Anjou encore en activité
- duc de Plaisance en 1872, pour Louis Armand Joseph de Maillé de La Tour-Landry (1860-1907) (titre éteint)

Titre régulier subsistant (rameau cadet) :
- duc de Maillé (duc et pair) en 1784 pour Charles René de Maillé de La Tour-Landry

## Postérité
À Chemillé-en-Anjou : 
- rue de Maillé

À Créteil : 
- école et collège de Maillé

À Montlhéry :
- rue de Maillé

À Tours :
- rue de Maillé

## Armes
- D'or à trois fasces nébulées de gueules

Lors du mariage de Françoise de La Tour-Landry avec Hardouin de Maillé le 30 juillet 1494, celui-ci s'engagea à prendre les armes La Tour Landry (d'or à une fasce de gueules crénelée de 3 pièces et maçonnée de sable). 
Le roi releva finalement le sire de Maillé de cette obligation après la mort de ses frères, mais ses descendants se nomment depuis et jusqu'à aujourd'hui de Maillé de La Tour-Landry.
|  | Armes de la maison de Maillé : - D'or à trois fasces nébulées de gueules, Devise : - Stetit Unda Fluens (Reste au-dessus des flots) |
|  | Armes du maréchal de France Urbain de Maillé, marquis de Brézé (° 1597 - † 1650). |
|  | Blason de la famille de La Tour-Landry : - D'or à une fasce de gueules crénelée de 3 pièces et maçonnée de sable Cette famille s'est éteinte dans la famille de Maillé par un mariage en 1494. |
|  | Armes de Claire-Clémence de Maillé, princesse de Condé, épouse de Louis II de Bourbon. |
|  | Armoiries de Jean-Baptiste-Marie de Maillé de La Tour-Landry (1743-1804), évêque de Gap, puis de Saint-Papoul et enfin de Rennes. |
|  | Armes des Maillé de La Tour-Landry, ducs de Plaisance : - Écartelé : aux 1 et 4, armes des Maillé ; aux 2 et 3, armes des Lebrun de Plaisance. Un membre de la famille de Maillé de La Tour-Landry a reçu le titre de duc de Plaisance par décret du 13 juin 1872, sur réversion du titre éteint de duc de l'Empire porté par les Lebrun de Plaisance. |